# Ann Dusenberry

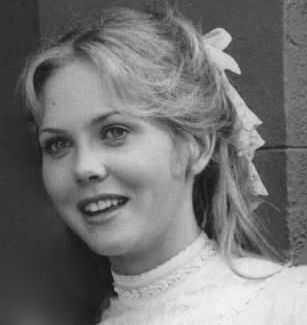
Ann Dusenberry (1976)

Ann Dusenberry (* 13. September 1953 in Tucson, Arizona) ist eine US-amerikanische Schauspielerin. Bekannt ist sie vor allem durch die Rolle der Tina Wilcox in dem Horrorfilm Der weiße Hai 2.

## Biografie
Dusenberry studierte zunächst an der University of Arizona und anschließend am Occidental College vier Jahre lang Theaterkunst. Bereits zu Beginn ihrer Karriere unterzeichnete sie einen Siebenjahresvertrag mit dem Filmstudio Universal.
Ihre erste Rolle spielte sie 1972 in dem Kurzfilm Tarzana. 1975 folgte eine kleine Rolle in dem Actiondrama Straße der Gewalt. In der Fernsehminiserie Little Women (1978) spielte sie die Rolle der Amy March. Größere Bekanntheit erlangte sie im gleichen Jahr durch die Rolle der Schönheitskönigin Tina Wilcox in dem Horrorfilm Der weiße Hai 2, der Fortsetzung von Steven Spielbergs Film aus dem Jahr 1975.
1980 spielte sie eine Nebenrolle in dem Drama Herzschläge an der Seite von Nick Nolte und Sissy Spacek. Es folgten weitere Filmrollen, unter anderem in Cutter’s Way – Keine Gnade (1981), Lies – Lügen (1985) und Bombenstimmung im Hauptquartier (1985) sowie zahlreiche Seriengastrollen, unter anderem in Magnum (1982), Remington Steele (1983) und Mord ist ihr Hobby (1986, 1987) sowie die Rolle der Margo in der kurzlebigen Serie Life with Lucy (1986). 1992 spielte sie ihre bis dato letzte Filmrolle in dem Thriller Play Nice. Seither ist sie ausschließlich als Theaterschauspielerin aktiv.
Dusenberry ist mit dem Komponisten Brad Fiedel verheiratet. Das Paar hat zwei Töchter und lebt in Santa Barbara, Kalifornien. Sie hat einen Master-Abschluss in Ehe- und Familientherapie und arbeitet als künstlerische Leiterin am „Actors Conservatory Theatre“ in Santa Barbara.

## Filmografie (Auswahl)
| Filme - 1972: Tarzana (Kurzfilm) - 1975: Straße der Gewalt (White Line Fever) - 1977: The Possessed (Fernsehfilm) - 1977: Stonestreet: Who Killed the Centerfold Model (Fernsehfilm) - 1978: Der weiße Hai 2 (Jaws 2) - 1978: Goodbye, Franklin High - 1980: The Secret War of Jackie's Girls (Fernsehfilm) - 1980: Herzschläge (Heart Beat) - 1981: Killjoy – Mörderische Begegnung (Killjoy) - 1981: Cutter’s Way – Keine Gnade (Cutter's Way) - 1981: Elvis and the Beauty Queen (Fernsehfilm) - 1982: Movie Madness - 1983: Close Ties (Fernsehfilm) - 1983: Bekenntnisse eines Ehemanns (Confessions of a Married Man, Fernsehfilm) - 1984: He's Not Your Son (Fernsehfilm) - 1985: Lies – Lügen (Lies) - 1985: Bombenstimmung im Hauptquartier (Basic Training) - 1986: Schon verdammt lange her (Long Time Gone, Fernsehfilm) - 1986: The Men’s Club - 1991: Rich Girl - 1992: Play Nice - 2012: Roaring Camp (Kurzfilm) | Fernsehserien - 1976: Ein Sheriff in New York (McCloud, Folge 7x02) - 1976: Der Sechs-Millionen-Dollar-Mann (The Six Million Dollar Man, Folge 4x10) - 1977: Notruf California (Emergency!, Folge 6x12) - 1978: Little Women (Miniserie) - 1982: Trapper John, M.D. (Folge 3x17) - 1982: Magnum (Magnum, P.I., Folge 2x15) - 1983: Simon und Simon (Simon & Simon, Folge 3x12) - 1983: Remington Steele (Folge 2x10) - 1984: Hardcastle & McCormick (Folge 1x15) - 1986: Life with Lucy (13 Folgen) - 1986; 1987: Mord ist ihr Hobby (Murder, She WroteFolgen 2x12 und 3x17) - 1988: Jake und McCabe – Durch dick und dünn (Jake and the Fatman, Folge 1x13) - 1989: Designing Women (Folge 4x01) - 1991: Matlock (Folge 5x14) - 1992: Der Polizeichef (The Commish, Folge 1x14) |